# Potkovnjaci
Potkovnjaci (Phoronida) su jedno od koljena natkoljena Lophotrochozoa. U koljenu je ukupno 15 vrsta podijeljenih u rodove Actinotrocha, Phoronis i Phoronopsis, u samo jednoj porodici, Phoronidae. Potkovnjaci žive u tropskim i suptropskim morima. Žive u hitinskim cjevčicama, često u zajednici s nekim vrstama koralja, u sedimentu na dubini do 400 metara.

## Anatomija
Naziv "potkovnjaci" dobili su po karakterističnom, u obliku slova U savijenom, aparatu (pipcima) za filtriranje hrane. Ovaj aparat naziva se "lofofor" (grčki lophos - kresta, čuperak, perjanica) i nosi pojedine pipke. Slično građen vijenac pipaka nalazi se oko usnog otvora ramenonožaca (Brachiopoda) i mahovnjaka (Bryozoa).

## Rodovi i vrste

### ActinotrochaMüller, 1846 (6 sp.)
- Actinotrocha branchiata Müller, 1846
- Actinotrocha harmeri Zimmer, 1964
- Actinotrocha hippocrepia Silén, 1954
- Actinotrocha pallida Silén, 1952
- Actinotrocha sabatieri Roule, 1896
- Actinotrocha vancouverensis Zimmer, 1964

### RodPhoronisWright, 1856
- Phoronis australis Haswell, 1883
- Phoronis emigi Hirose, Fukiage, Katoh & Kajihara, 2014
- Phoronis hippocrepia Wright, 1856
- Phoronis ijimai Oka, 1897
- Phoronis muelleri Selys-Lonchamps, 1903
- Phoronis ovalis Wright, 1856
- Phoronis pallida Silén, 1952
- Phoronis psammophila Cori, 1889

### RodPhoronopsisGilchrist, 1907
- Phoronopsis albomaculata Gilchrist, 1907
- Phoronopsis californica Hilton, 1930
- Phoronopsis harmeri Pixell, 1912

Izvori za vrste Phoronida World Database  Arhivirana inačica izvorne stranice od 12. listopada 2014. (Wayback Machine)

## Ostali projekti
|  | Wikivrste imaju podatke o taksonu Potkovnjaci |